# El marxismo y el Estado
El marxismo y el Estado es  una  obra de V. I. Lenin. Fue publicada en 1930 dentro de Recopilación Leninista en el tomo XIV.
Lenin escribió El marxismo y el Estado entre enero y febrero de 1917 en Zúrich, en su exilio suizo.
Este trabajo sería utilizado para la preparación del libro El Estado y la revolución. El libro contiene las principales opiniones de Karl Marx y Friedrich Engels sobre el Estado y la Dictadura del Proletariado y posee análisis y citas de artículos de C. Kaustsky, A. Panneckoek y E. Bernstein, con análisis críticos de Lenin. 
El marxismo y el Estado, fue publicado en un libro aparte en ruso en los años 1931, 1932, 1933, 1934 y 1958. Por medio de esta obra de gran importancia, se da a conocer el método leninista de investigación científica, al realizar el autor un enfoque que resuelve diferentes problemas de la teoría y la práctica del movimiento comunista y obrero internacional.

## El original
El manuscrito original del El marxismo y el Estado es un cuaderno de tapas azules, de 48 páginas, escrito  con letra pequeña y junta, con acotaciones y subrayados, lo que determina que el autor (Lenin), estuvo revisando constantemente este material. 
Cuando Lenin se trasladó de Suiza a Rusia, por abril de 1917, el manuscrito junto a otros materiales los dejó guardados y recomendados en el extranjero. En julio de 1917, preocupado por la suerte de sus escritos, Lenin escribió una nota a  Kámenev, diciéndole: 

Entre nous: si me apiolan, le ruego que edite mi cuaderno El marxismo y el Estado (se ha quedado en Estocolmo). Tapas azules, encuadernado. He reunido todas las citas de Marx y Engels, así como de Kautsky contra Panneckoek. Hay una serie de observaciones, notas y fórmulas. Creo que con una semana de trabajo se podrá editarlo. Lo considero importante, pues no sólo Plejánov, sino también Kaustsky han embrollado las cosas.

Después de las jornadas ocurridas en Rusia en 1917, Lenin se encontraba escondido en Razliv, y pidió que le trajeran el cuaderno, pues lo necesitaba urgentemente para preparar el libro El Estado y la Revolución.